# Georg Fröbrich
Georg Karl Fröbrich (* 7. November 1914 in Grüssau/Krs. Landeshut/Schlesien; † August 1995 in Köln) war ein Bischof der Freikatholischen Kirche in Deutschland.

## Leben
Georg Karl Fröbrich wurde als Sohn der Eheleute Karl Johann Bernhard Fröbrich und Pauline Fröbrich geb. Dreiß geboren. Getauft und gefirmt wurde er in der Abteikirche Mariä Himmelfahrt des Klosters Grüssau. Ab 1929 besuchte er die Kloster- u. Missionsschule in Bochholt/Westfalen der Kapuziner der Rheinisch-Westfälischen Kapuzinerprovinz. 1932 Tertiar, 1933 Noviziat, legte er am 8. Februar 1934 die einfache Profess und am 24. April 1937 die feierliche Profess ab. Nach seiner Einberufung zum Militär 1939 und einer Verwundung im Januar 1945 kam er wegen seiner schweren Verletzungen erst 1950 aus dem Lazarett zurück. Aufgrund seiner gesundheitlichen Einschränkungen, u. a. einer Gehbehinderung, kehrte er einvernehmlich nicht mehr ins Kloster zurück. 

### Weihen
Am 24. Dezember 1967 wurde er vom Erzbischof und Metropoliten der Freikatholischen Kirche Johannes Peter Meyer zum Priester geweiht und am 17. Januar 1968 zum Vikar und Konsistorialrat bestellt. Am 8. Mai 1975 erfolgte die Bischofsweihe durch Johannes Peter Meyer.
Am 7. Juli 1976 schloss er als Nachfolger von Johannes Peter Meyer mit der von Erzbischof Josef Maria Thiesen geleiteten Alt-römisch katholischen Kirche die Vereinbarung über Interkommunion ab. Mit Urkunde vom 10. Juni 1978 wurde  Georg Fröbrich, Bischof und Dekan der Kirchengemeinde Köln, zum Rechtsberater in das Rechtskollegium des Schiedsgerichtes für interne Angelegenheiten der Alt-römisch katholischen Kirche berufen.
Nachfolger von Fröbrich als Erzbischof an der Spitze der Freikatholischen Kirche wurde Hilarios Ungerer.